# ناو کلاس تاون (۱۹۱۰)
کروزر کلاس تون (۱۹۱۰) (به انگلیسی: Town-class cruiser (1910)) یک کلاس از کشتی است که طول آن ۴۳۰ فوت (۱۳۱٫۱ متر) می‌باشد.